# Józef Kuczmaszewski
Józef Kuczmaszewski (ur. 23 września 1951 w Tarnawatce) – polski naukowiec i inżynier, profesor nauk technicznych, rektor Politechniki Lubelskiej (2002–2008).

## Życiorys
Z wykształcenia inżynier mechanik, ukończył studia w Wyższej Szkole Inżynierskiej w Lublinie (przekształconej w drugiej połowie lat 70. w Politechnikę Lubelską). Doktoryzował się w 1981. Stopień doktora habilitowanego uzyskał w 1996 na Wydziale Budowy Maszyn Politechniki Poznańskiej w oparciu o rozprawę zatytułowaną Podstawy konstrukcyjne i technologiczne oceny wytrzymałości adhezyjnych połączeń metali. W 2007 otrzymał tytuł profesora nauk technicznych.
Od 1974 związany zawodowo z macierzystą uczelnią, gdzie doszedł do stanowiska profesora. Był prodziekanem ds. studenckich Wydziału Mechanicznego (1993–1999) i rektorem Politechniki Lubelskiej (2002–2008). W 2000 stanął na czele Katedry Podstaw Inżynierii Produkcji. Powołany w skład prezydium Komitetu Inżynierii Produkcji Polskiej Akademii Nauk.
W pracy naukowej specjalizował się w zagadnieniach z zakresu inżynierii produkcji oraz budowy i eksploatacji maszyn, a w szczególności konstrukcyjnych i technologicznych problemów wytrzymałości adhezyjnych połączeń metali.
Odznaczony m.in. Srebrnym (1997) i Złotym (2014) Krzyżem Zasługi.